# Варварівська сільська громада
Варварівська сільська об'єднана територіальна громада — об'єднана територіальна громада в Україні, у Павлоградському районі Дніпропетровської області. Адміністративний центр — село Варварівка. До реформи 2020 року належала до Юр'ївського району.
Площа громади — 151,7 км², населення — 2478 мешканців (2018).
Утворена 10 серпня 2016 року шляхом об'єднання Варварівської та Вербуватівської сільських рад Юр'ївського району.
Відповідно до розпорядження Кабінету Міністрів України № 709-р від 12 червня 2020 року «Про визначення адміністративних центрів та затвердження територій територіальних громад Дніпропетровської області» громада була ліквідована, а населені пункти увійшли до складу Юр'ївської селищної громади.
17 липня 2020 року, в результаті адміністративно-територіальної реформи та ліквідації Юр'ївського району, колишня територія громади повністю увійшла до складу Павлоградського району.

## Населені пункти
До складу громади входили 10 сіл:
| Населений пункт   | Населення (2016) |
| ----------------- | ---------------- |
| Варварівка        | 1293             |
| Вербуватівка      | 892              |
| Призове           | 105              |
| Долина            | 82               |
| Вербське          | 72               |
| Весела Гірка      | 63               |
| Нижнянка          | 62               |
| Широка Балка      | 49               |
| Юр'ївське         | 38               |
| В'язівське-Водяне | 0                |